# Cremona–Fidenza-vasútvonal
A Cremona–Fidenza-vasútvonal egy 34 km hosszúságú, normál nyomtávolságú vasútvonal Olaszországban, Cremona és Fidenza között. A vonal 3000 V egyenárammal villamosított, fenntartója az RFI.